# توماس أندرو (مصور)
توماس أندرو (بالإنجليزية: Thomas P.  Andrew)‏ هو مصور نيوزيلندي، ولد في 19 يناير 1855 في تاكابونا ‏ في نيوزيلندا، وتوفي في 7 أغسطس 1939 في أبيا في ساموا.